# Aspalathus spicata
Aspalathus spicata är en ärtväxtart som beskrevs av Carl Peter Thunberg. Aspalathus spicata ingår i släktet Aspalathus och familjen ärtväxter.

## Underarter
Arten delas in i följande underarter:
- A. s. cliffortioides
- A. s. neglecta
- A. s. spicata